# Авуц Тар
Авуц Тар (арм. Հավուց Թառի վանք, также известный как монастырь Всеспасителя арм. Ամենափրկիչ, церковь Арунец арм. Արունեց եկեղեցի, церковь Дарунец арм. Դարունեց եկեղեցի, Красный монастырь арм. Կարմիր վանք, а также арм. Կզըլվանք и арм. Հայոց թառ) — армянский монастырский комплекс, основанный в XI веке и принявший свой окончательный вид в XIII веке. Расположен в котайкской области Армении восточнее села Гарни на левом берегу реки Азат.

## История
Согласно преданию, монастырь Авуц Тар был основан Сааком Партевом и Месропом Маштоцом в V веке. А в X веке был перестроен и получил новую жизнь.
В XIII—XV веках монастырь был известным центром создания рукописей, и многие созданные здесь рукописи сохранились до наших дней. Здесь было написано одно из старейших целостных Евангелий на армянском языке — «Евангелие Вехамор», которое, предположительно, было написано в VII веке. В данный момент, Евангелие хранится в Институте древних рукописей Матенадаран.
В этом монастыре, упоминающийся с раннего средневековья, Григорий Магистрос построил церковь Св. Аменапркич. В XVIII веке монастырь реставрировал католикос Аствацатур.
Авуц Тар был одним из религиозных и культурных центров средневековой Армении. Монастырь сильно пострадал из-за землетрясения в 1679 году и был окончательно разрушен в 1840 году.

## Устройство комплекса
Комплекс состоит из двух часовен, церкви Святого Карапета, церкви Сурб Ацвацацин, Свято-Воскресенской церкви с колокольней и кладбищем.
Основные постройки с трех сторон окружены внушительной стеной.
В окрестностях были также земли, сады и маленькие деревни, принадлежавшие монастырю.